# Octodad: Dadliest Catch
Octodad: Dadliest Catch är ett äventyrsspel utvecklat och utgivet av Young Horses. Det är en uppföljare till freeware spelet Octodad från 2010. Spelet handlar om att styra huvudpersonen Octodad i att fullborda sysslor som är typiska för den vardagliga förortsfadern. Sysslorna är dock komplicerad av det faktum att han är en bläckfisk i förklädnad.